# Stawowice
Stawowice [pronunciación en polaco: /stavɔˈvit͡sɛ/] es un pueblo ubicado en el distrito administrativo de Gmina Paradyż, dentro del Distrito de Opoczno, Voivodato de Łódź, en Polonia central. Se encuentra aproximadamente a 4 kilómetros al este de Paradyż, a 12 kilómetros al suroeste de Opoczno, y a 73 kilómetros al sureste de la capital regional Łódź.